# Cestistica San Severo
La Cestistica Città di San Severo, conocido también por motivos de patrocinio como Allianz Pazienza San Severo, es un equipo de baloncesto italiano con sede en la ciudad de San Severo, en la provincia de Foggia, que compite en la Serie A2 Este, la segunda división del baloncesto italiano. Disputa sus partidos en el Palasport Falcone e Borsellino, con capacidad para 4000 espectadores.

## Historia
El club se fundó en 1966 con el nombre de G.S. Cannelonga Mobili, manteniendo esa denominación hasta 1970, cuando llega a la Serie D y cambia el nombre por el actual. Desde entonces compite en las diferentes categorías inferiores del campeonato italiano, ascendiendo a la Serie A Dilettanti en 2009, en la cual alcanza las semifinales en los play-offs.
Tras la desaparición del Nuova Pallacanestro Vigevano, ocupa su plaza en la Legadue en la temporada 2010-11.

## Jugadores destacados
- Walter Magnifico
- Kaniel Dickens
- Randolph Childress